# Istvan Lang
Istvan Lang (født 1. marts 1933 i Budapest, Ungarn, død 23. oktober 2023) var en ungarsk komponist.
Lang studerede komposition på Franz Liszt Musik Akademi (1950-1958) hos János Viski og senere hos Ferenc Szabó.
Han skrev syv symfonier, orkesterværker, kammermusik, scenemusik, Elektronisk musik, vokalmusik etc.
Langs kompositionsstil var inspireret af Pierre Boulez og Arnold Schönberg.

## Udvalgte værker
- Symfoni nr. 1 (1965) (tilbagetrukket) - for orkester
- Symfoni nr. 2 (1972-74) - for orkester
- Symfoni nr. 3 (1981-82) - for orkester
- Symfoni nr. 4 (1983) - for orkester
- Symfoni nr. 5 (1991-92) - for sopran og orkester
- Symfoni nr. 6 (1991-92) - for orkester
- Symfoni nr. 7 (1995-96) - for sopran, alt, klaver og orkester